# La Trinitat de la Règola
La Trinitat de la Règola és una ermita de la Règola, al municipi d'Àger (Noguera), inclosa a l'Inventari del Patrimoni Arquitectònic de Catalunya.

## Descripció
Ermita d'una sola nau amb absis semicircular amb espitlleres al centre. Ha estat modificada, substituint les lloses de pedra de l'absis per un cobert de teula àrab, com a la resta de l'element. La porta amb arc de mig punt és al mur de ponent. Té un òcul a sobre i una petita espadanya reformada. L'edifici és de carreus de pedra reblats que han estat arrebossats i blanquejats.